# Szent Teréz-székesegyház
A Szent Teréz-székesegyház (szerbül és horvátul: Katedrala Svete Terezije Avilske) a Szabadkai egyházmegye püspöki széktemploma a vajdasági Szabadkán. Védőszentje Ávilai Szent Teréz.

## Történelem
1773-tól 1779-ig épült barokk stílusban. Az épületet Franz Kaufmann pesti építész tervezte. Orgonája 1897-ben épült, 1997-ben felújították. 1972–1973-ban a kétszáz éves évforduló emlékére teljes belső terét restaurálták. 1974. április 29-én VI. Pál pápa basilica minor rangra emelte.

## Épület
Hossza 61 m, szélessége 26 m; a hajó magassága 18, a tornyoké 64 m. A két torony között a tetőn Szűz Mária szobra áll. 

## Fordítás
- Ez a szócikk részben vagy egészben a St. Theresa of Avila Cathedral, Subotica című angol Wikipédia-szócikk ezen változatának fordításán alapul.  Az eredeti cikk szerkesztőit annak laptörténete sorolja fel. Ez a jelzés csupán a megfogalmazás eredetét és a szerzői jogokat jelzi, nem szolgál a cikkben szereplő információk forrásmegjelöléseként.